# 王文華 (童書作家)
王文華（1966年—），為台灣兒童文學作家、退休國小教師，現居南投縣埔里鎮。發表與兒童文學有關的創作已兩百餘本，相關作品曾獲得多種文學獎。

## 生平
王文華在國小時就迷戀文字與書籍，當時學校沒有設立圖書館，他在教室內克難辦了圖書借閱的服務。在國中時也自願至圖書館服務，並接觸了報紙正在連載的金庸《倚天屠龍記》，對他日後的書寫、創作啟蒙影響很大。就讀臺北師範學院（今國立臺北教育大學）期間，在兒童文學的張湘君教授的指導下，讓他接觸大量兒童繪本，也影響日後的他寫作。
大學畢業後定居於埔里鎮，於南投縣國姓鄉育樂國民小學擔任教師，並開始創作童書。2006年從臺東大學取得兒童文學研究所碩士學位。2021年自育樂國小退休。

## 兒童文學創作
王文華著作的作品集截至2021年已創作超過兩百個兒童文學書籍，如：
- < 歡喜巫婆買掃把 >
- < 剛好有雜貨店 >
- < 可能小學系列 >
- < 奇想三國系列 >
- < 看漫畫學論語系列 >
- < 王文華給孩子的藝術童話系列 >
- < 跟王文華學聽說讀寫系列 >
- < 首席大提琴手 >
- < 歡迎光臨海愛牛 >

## 獲獎
王文華的兒童文學創作獲多項華語圈文學獎，如：
- 作品《變身小鬼》獲得第四屆國語日報兒童文學牧笛獎[9]
- 作品《少年青春紀事》獲得九歌現代少兒文學獎[10]
- 作品《首席大提琴手》與《可能小學的愛地球任務》均獲得金鼎獎最佳兒童及少年圖書獎[11]
- 作品《只是一篇作文》獲得陳伯吹兒童文學獎單篇作品獎[12]
- 作品《我的家人我的家》獲得第七屆陳國政兒童文學獎首獎[13]

## 舞台劇
2018年8月10日，萬花筒劇團首演王文華創作兒童繪本《大象亮亮》改編的同名音樂劇，此舞台劇是由該書出版商天下文化與該書審訂者中華民國兒童燙傷基金會合作共同推出。